# Anua dilecta
Anua dilecta là một loài bướm đêm trong họ Erebidae.